# La Vanguardia (Barcelona)
La Vanguardia (spanisch für „die Vorhut“, „die Avantgarde“) ist eine spanische Tageszeitung mit Sitz in Barcelona. Sie erscheint im Verlag Grupo Godó in spanischer und in katalanischer Sprache. Die verkaufte Auflage betrug im Jahr 2006 (damals noch in ausschließlich spanischsprachiger Version) durchschnittlich 202.161 Exemplare, damit ist sie die meistverkaufte Zeitung in Katalonien. Die Zeitung wird im Berliner Format gedruckt.

## Geschichte
Die Zeitung erschien erstmals am 1. Februar 1881. Bei ihrer Gründung war sie als Kommunikationsmittel der liberalen Partei geplant, um den Stadtrat zu kontrollieren. Bis 1887 blieb sie mit der Partei verbunden. Ab dem 1. Januar 1888, dem ersten Tag der Weltausstellung in Barcelona, erschien sie als unabhängige Tageszeitung mit zwei Ausgaben morgens und nachmittags.
Im Spanischen Bürgerkrieg wurde die Zeitung beschlagnahmt und wurde zum wichtigsten Organ der Generalitat. Nach der Verlegung des Regierungssitzes nach Barcelona wurde  Organ der republikanischen Regierung. In dieser Zeit schrieben unter anderem Antonio Machado, Bosch Gimpera, Ehrenburg, Malraux, Max Aub und Ramón J. Sender für La Vanguardia. Am Ende des Krieges erlangte die Familie Godó wieder die Kontrolle über die Zeitung.
Während der Franco-Diktatur wurde La Vanguardia zu einer der meistgelesenen Zeitung Spaniens vor der konservativ-monarchistischen ABC. Politisch passte sie sich den ideologischen Vorgaben des Regimes an und wechselte auch ihren Namen in La Vanguardia Española (‚Die Spanische Avantgarde‘). Dabei vertrat sie allerdings vornehmlich wirtschaftsliberale Positionen und verteidigte deshalb die wirtschaftliche Öffnung nach außen. Ab den frühen siebziger Jahren setzte sie sich für politische Reformen, aber nicht für einen radikalen Regimewechsel ein. Im Verlauf der Transition legte die Zeitung den Namenszusatz wieder ab und unterstützte vor allem die Dezentralisierung Spaniens und den gemäßigten katalanischen Nationalismus. Seitdem verlor sie gegenüber den neu gegründeten Madrider Tageszeitungen El País und El Mundo sowie gegenüber ABC an Leserschaft, hielt sich aber als die meistgelesene Zeitung Kataloniens.
Von 1962 bis 2002 berichtete Ricardo Estarriol für la Vanguardia von Wien aus als einer der ersten westlichen Journalisten über Osteuropa und war sowohl in Prag als auch in Moskau akkreditiert.

## Organisation

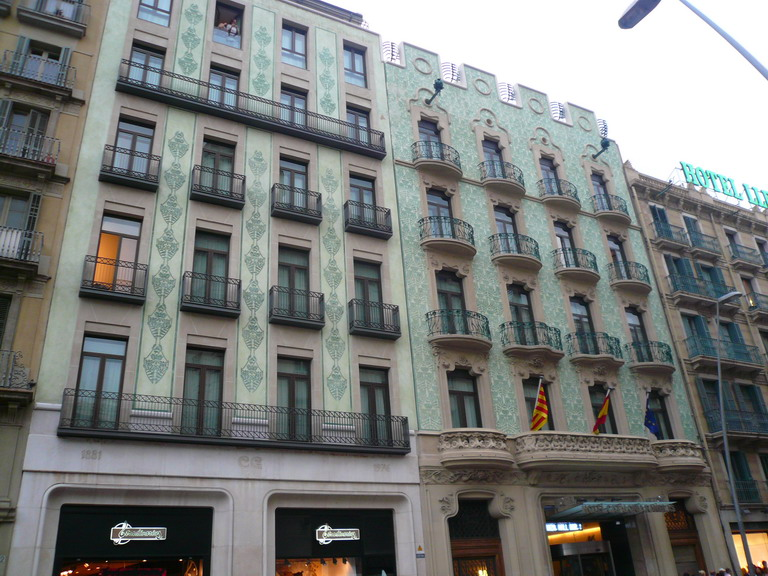
Sitz der La Vanguardia (bis 2004)

Im April 2004 wurde nach rund 100 Jahren der alte Geschäftssitz in der Carrer Pelai 28 aufgegeben und ein neues Redaktionsgebäude in der Avinguda Diagonal bezogen.
La Vanguardia erscheint in spanischer Sprache und seit dem 1. März 2011 auch in katalanischer Sprache. Zu den Kolumnisten der Zeitung gehört u. a. Quim Monzó. Der Kaufpreis der Werktagsausgaben beträgt in Spanien 1,30 Euro, die Sonntagsausgabe kostet 2,50 Euro (Stand: 2019).

## Bekannte Kommentatoren
- John Carlin
- Julià Guillamon
- Quim Monzó
- Fernando Krahn
- Pedro Madueño
- Sergi Pàmies
- Pilar Rahola
- Xavier Sala-i-Martin

## Zeitschriftenarchiv
Im Zeitschriftenarchiv der La Vanguardia können alle Ausgaben seit 1881 kostenlos eingesehen und durchsucht werden.